# Groeningebeek

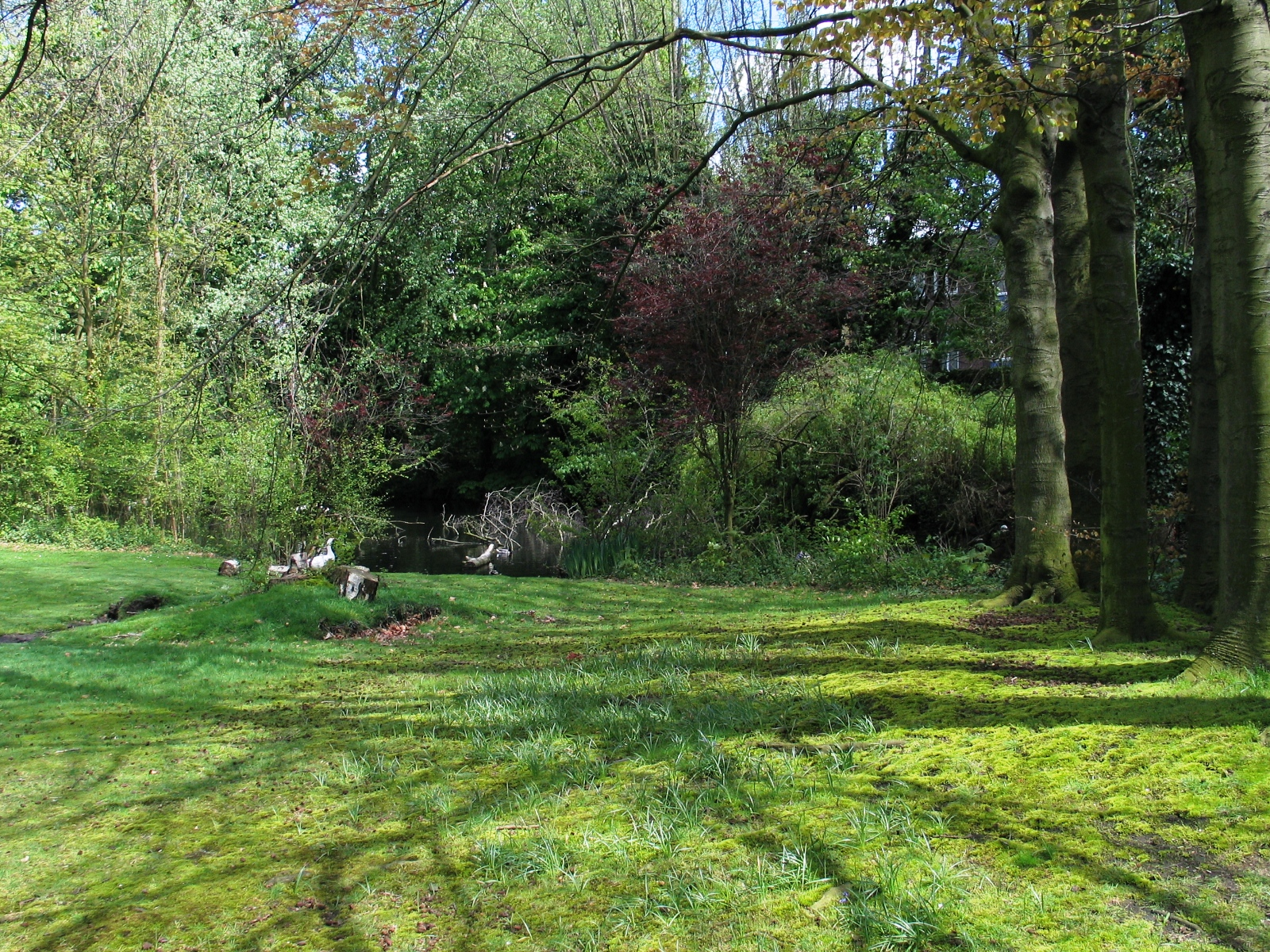
L'únic tram del rierol encara visible avui, a un pati privat

El Groeningebeek és un petit rierol i afluent del Leie a la ciutat de Kortrijk. Regava la desapareguda abadia de Groeninge.
Avui, el riu va gairebé desaparèixer a causa de la urbanització i de l'assecament dels prats humits al costat del centre històric de la ciutat des del segle xix. A la fi del segle xix les empreses als marges van reduir el seu llit i reduir-lo a una claveguera a cel obert, situació desagradable que no suscitar molta oposició quan per construir l'avinguda de Joan Breydel el 1911, es va decidir entubar-lo quasi completament.
El rierol i les terres pantanoses al seu marge haurien tingut un paper estratègic molt important el 1302 a la batalla dels Esperons d'Or, que tot i haver quasi desaparegut, és un lloc sagrat per al moviment flamenc. Segons l'escriptor Hendrik Conscience (1812-1883) després de la batalla, ja no es podia veure el rierol, «omplert de cadàvers». Tot i que aquesta versió romàntica sobre la batalla, «durant la qual el poble flamenc només havia d'estossinar els cavallers francesos empantanegats a la fang de la vall pantanosa del Groeningebeek» no sembli històricament correcte, ha entrat en l'inconscient col·lectiu. Si sembla segur que la hidrografia del camp de batalla ha tingut un paper favorable en la victòria flamenca, no hi ha cap font contemporània escrita que parla del Groeningebeek.